# جامونا باروا
ممثلة هندية اشتهرت في الثلاثينيات والأربعينيات، من مواليد 10 أكتوبر 1919 وتوفيت 24 نوفمبر 2005 عن عمر 86 سنة.
اشتهرت في تاديت دور بارو في فيلم «ديفداس متزوجة من بريثساش باروا» اسمها هو جامونا غوبتا عملت في 17 فيلم خلال حياتها بين عامي 1934-1949 حيث كانت نجمة الشباك إلى جانب زوجها.

## وصلات خارجية
- جامونا باروا على موقع IMDb (الإنجليزية)
- جامونا باروا على موقع كينوبويسك (الروسية)